# Copa Ouro da CONCACAF de 2021
A Copa Ouro da CONCACAF de 2021 foi a 16ª edição desse torneio de futebol organizado pela Confederação de Futebol da América do Norte, Central e Caribe. Foi sediada nos Estados Unidos e teve como convidada a Seleção Catari de Futebol. Pela primeira vez o árbitro assistente de vídeo (VAR) foi utilizado.

## Equipes participantes
12 seleções se classificaram diretamente com base nos resultados da fase de grupos da Liga das Nações da CONCACAF de 2019–20. Além disso mais doze equipes participaram das eliminatórias para a Copa Ouro da CONCACAF de 2021 também com base nos resultados da Liga das Nações da CONCACAF de 2019–20. Essas equipes foram as quatro equipes classificadas em terceiro lugar na fase de grupos da Liga A, os quatro segundos colocados na fase de grupos da Liga B e os quatro vencedores dos grupos da Liga C.
No formato original, conforme anunciado em setembro de 2019, quatro equipes deveriam avançar vindo das eliminatórias. No entanto, em setembro de 2020, a CONCACAF anunciou que o Catar, campeão da Copa da Ásia de 2019 e anfitrião da Copa do Mundo FIFA de 2022, participaria como convidado nos torneios de 2021 e 2023. Consequentemente, apenas três equipes se classificaram para a edição de 2021 por meio das eliminatórias.
Em 9 de julho de 2021, a CONCACAF anunciou que Curaçau não participaria do torneio devido a um grande número de casos de COVID-19 dentro da equipe. Eles foram substituídos no Grupo A pela Guatemala, a próxima equipe melhor classificada na qualificação.
| Equipe            | Método de qualificação                               | Participação | Última participação | Melhor resultado anterior                                 |
| ----------------- | ---------------------------------------------------- | ------------ | ------------------- | --------------------------------------------------------- |
| Canadá            | 2º lugar do Grupo A da Liga das Nações da CONCACAF A | 15ª          | 2019                | Campeão (2000)                                            |
| Catar             | Convidado                                            | 1ª           | —                   | —                                                         |
| Costa Rica        | 1º lugar do Grupo D da Liga das Nações da CONCACAF A | 15ª          | 2019                | Vice-campeão (2002)                                       |
| El Salvador       | 1º lugar do Grupo B da Liga das Nações da CONCACAF B | 12ª          | 2019                | Quartas de final (2002, 2003, 2011, 2013 e 2017)          |
| Estados Unidos    | 1º lugar do Grupo A da Liga das Nações da CONCACAF A | 16ª          | 2019                | Campeão (1991, 2002, 2005, 2007, 2013 e 2017)             |
| Granada           | 1º lugar do Grupo A da Liga das Nações da CONCACAF B | 3ª           | 2011                | Fase de grupos (2009 e 2011)                              |
| Guadalupe         | Vencedor da eliminatória                             | 4ª           | 2011                | Semifinal (2007)                                          |
| Guatemala         | Classificado após a desistência de Curaçau           | 11ª          | 2015                | Quarto colocado (1996)                                    |
| Haiti             | Vencedor da eliminatória                             | 8ª           | 2019                | Semifinal (2019)                                          |
| Honduras          | 1º lugar do Grupo C da Liga das Nações da CONCACAF A | 15ª          | 2019                | Vice-campeão (1991)                                       |
| Jamaica           | 1º lugar do Grupo C da Liga das Nações da CONCACAF B | 12ª          | 2019                | Vice-campeão (2015 e 2017)                                |
| Martinica         | 2º lugar do Grupo C da Liga das Nações da CONCACAF A | 7ª           | 2019                | Quartas de final (2002)                                   |
| México            | 1º lugar do Grupo B da Liga das Nações da CONCACAF A | 16ª          | 2019                | Campeão (1993, 1996, 1998, 2003, 2009, 2011, 2015 e 2019) |
| Panamá            | 2º lugar do Grupo B da Liga das Nações da CONCACAF A | 10ª          | 2019                | Vice-campeão (2003 e 2015)                                |
| Suriname          | 1º lugar do Grupo D da Liga das Nações da CONCACAF B | 1ª           | —                   | —                                                         |
| Trinidad e Tobago | Vencedor da eliminatória                             | 11ª          | 2019                | Terceiro lugar (2000)                                     |

## Sorteio

### Fase preliminar
Em 27 de julho de 2020, a Concacaf anunciou que as 12 equipes jogariam as eliminatórias como uma rodada preliminar disputada nos Estados Unidos, uma semana antes do início da fase de grupos da Copa Ouro 2021. No entanto, em 2 de setembro de 2020, a Concacaf anunciou que o time de futebol do Catar foi convidado para a Copa Ouro 2021 e que a eliminatória classificaria apenas três times para a fase de grupos. O torneio terá duas rodadas, com doze participantes equipes que serão divididas em seis eliminatórias únicas na primeira fase. Os seis vencedores avançam para a segunda fase, e os vencedores das três partidas únicas se classificam para a fase de grupos.
As 6 primeiras equipes do ranking da Concacaf de agosto de 2020 foram pré-classificados de acordo com a ordem das partidas 1 e 6, de acordo com sua posição, enquanto as outras seis equipes serão sorteadas em um simples pote.

### Fase de grupos
| Pote 1         | Pote 2      | Pote 3    | Pote 4            |
| -------------- | ----------- | --------- | ----------------- |
| México         | Jamaica     | Martinica | Trinidad e Tobago |
| Estados Unidos | Canadá      | Guatemala | Haiti             |
| Costa Rica     | Panamá      | Suriname  | Guadalupe         |
| Honduras       | El Salvador | Granada   | Catar             |

## Fase de grupos
As datas dos jogos e as atribuições dos locais foram anunciadas pela CONCACAF em 13 de maio de 2021. As duas melhores equipes de cada grupo se classificam para as quartas de final.
Todas as partidas seguem o fuso horário local.
|  | Equipes qualificadas para as quartas de final |
|  | Equipes eliminadas                            |

### Grupo A
| Pos. | Seleção           | Pts | J | V | E | D | GP | GC | SG |
| ---- | ----------------- | --- | - | - | - | - | -- | -- | -- |
| 1    | México            | 7   | 3 | 2 | 1 | 0 | 4  | 0  | +4 |
| 2    | El Salvador       | 6   | 3 | 2 | 0 | 1 | 4  | 1  | +3 |
| 3    | Trinidad e Tobago | 2   | 3 | 0 | 2 | 1 | 1  | 3  | –2 |
| 4    | Guatemala         | 1   | 3 | 0 | 1 | 2 | 1  | 6  | –5 |

| 10 de julho   | México | 0 – 0     | Trinidad e Tobago | AT&T Stadium, Arlington                      |
| 21:30 (UTC−5) |        | Relatório |                   | Público: 41 229 Árbitro: CRC Ricardo Montero |

| 11 de julho   | El Salvador              | 2 – 0     | Guatemala | Toyota Stadium, Frisco                   |
| 22:00 (UTC−5) | Roldan 81' · Rivas 90+6' | Relatório |           | Público: 8 494 Árbitro: USA Jair Marrufo |

| 14 de julho   | Trinidad e Tobago | 0 – 2     | El Salvador                    | Toyota Stadium, Frisco                   |
| 18:30 (UTC−5) |                   | Relatório | Henríquez 30' · Martinez 90+1' | Público: 8 494 Árbitro: HON Selvin Brown |

| 14 de julho   | Guatemala | 0 – 3     | México                           | Cotton Bowl, Dallas                           |
| 20:30 (UTC−5) |           | Relatório | Funes Mori 29', 55' · Pineda 79' | Público: 15 391 Árbitro: JAM Daneon Parchment |

| 18 de julho   | Guatemala    | 1 – 1     | Trinidad e Tobago | Toyota Stadium, Frisco     |
| 21:00 (UTC−5) | Gordillo 78' | Relatório | Moore 12'         | Árbitro: JAM Oshane Nation |

| 18 de julho   | México        | 1 – 0     | El Salvador | Cotton Bowl, Dallas        |
| 21:00 (UTC−5) | Rodríguez 26' | Relatório |             | Árbitro: HON Saíd Martínez |

### Grupo B
| Pos. | Seleção        | Pts | J | V | E | D | GP | GC | SG |
| ---- | -------------- | --- | - | - | - | - | -- | -- | -- |
| 1    | Estados Unidos | 9   | 3 | 3 | 0 | 0 | 8  | 1  | +7 |
| 2    | Canadá         | 6   | 3 | 2 | 0 | 1 | 8  | 3  | +5 |
| 3    | Haiti          | 3   | 3 | 1 | 0 | 2 | 3  | 6  | –3 |
| 4    | Martinica      | 0   | 3 | 0 | 0 | 3 | 3  | 12 | –9 |

| 11 de julho   | Canadá                                                | 4 – 1     | Martinica   | Children's Mercy Park, Kansas City       |
| 17:30 (UTC−5) | Larin 16' · Osorio 20' · Eustáquio 26' · Corbeanu 89' | Relatório | Rivière 10' | Público: 12 664 Árbitro: SLV Iván Barton |

| 11 de julho   | Estados Unidos | 1 – 0     | Haiti | Children's Mercy Park, Kansas City         |
| 20:00 (UTC−5) | Vines 8'       | Relatório |       | Público: 12 664 Árbitro: HON Said Martínez |

| 15 de julho   | Haiti       | 1 – 4     | Canadá                                                  | Children's Mercy Park, Kansas City                |
| 18:30 (UTC−5) | Lambese 56' | Relatório | Eustáquio 5' · Larin 51', 74' (pen) · Hoilett 79' (pen) | Público: 7 511 Árbitro: CRC Juan Gabriel Calderón |

| 15 de julho   | Martinica         | 1 – 6     | Estados Unidos                                                                  | Children's Mercy Park, Kansas City        |
| 20:30 (UTC−5) | Rivière 64' (pen) | Relatório | Dike 14', 59' · Camille 23' (g.c.) · Robinson 50' · Zardes 70' · Gioacchini 90' | Público: 7 511 Árbitro: GUA Mario Escobar |

| 18 de julho   | Martinica   | 1 – 2     | Haiti                | Toyota Stadium, Frisco      |
| 16:00 (UTC−5) | Fortuné 14' | Relatório | Antoine 3' · Adé 61' | Árbitro: SLV Ismael Cornejo |

| 18 de julho   | Estados Unidos | 1 – 0     | Canadá | Children's Mercy Park, Kansas City           |
| 16:00 (UTC−5) | Moore 1'       | Relatório |        | Público: 18 467 Árbitro: MEX Adonai Escobedo |

### Grupo C
| Pos. | Seleção    | Pts | J | V | E | D | GP | GC | SG |
| ---- | ---------- | --- | - | - | - | - | -- | -- | -- |
| 1    | Costa Rica | 9   | 3 | 3 | 0 | 0 | 6  | 2  | +4 |
| 2    | Jamaica    | 6   | 3 | 2 | 0 | 1 | 4  | 2  | +2 |
| 3    | Suriname   | 3   | 3 | 1 | 0 | 2 | 3  | 5  | –2 |
| 4    | Guadalupe  | 0   | 3 | 0 | 0 | 3 | 3  | 7  | –5 |

| 12 de julho   | Jamaica                           | 2 – 0     | Suriname | Exploria Stadium, Orlando                  |
| 18:30 (UTC−4) | Nicholson 6' · Decordova-Reid 26' | Relatório |          | Público: 6 403 Árbitro: GAM Bakary Gassama |

| 12 de julho   | Costa Rica                              | 3 – 1     | Guadalupe    | Exploria Stadium, Orlando                 |
| 21:00 (UTC−4) | Campbell 6' · Lassiter 21' · Borges 70' | Relatório | Mirval 45+5' | Público: 6 403 Árbitro: USA Ismail Elfath |

| 16 de julho   | Guadalupe      | 1 – 2     | Jamaica                   | Exploria Stadium, Orlando               |
| 18:30 (UTC−4) | Bell 4' (g.c.) | Relatório | Burke 14' · Flemmings 87' | Público: 6 527 Árbitro: GUA Bryan López |

| 16 de julho   | Suriname    | 1 – 2     | Costa Rica                | Exploria Stadium, Orlando                      |
| 21:00 (UTC−4) | Vlijter 52' | Relatório | Campbell 58' · Borges 59' | Público: 6 527 Árbitro: MEX Fernando Hernández |

| 20 de julho   | Suriname                      | 2 – 1     | Guadalupe   | BBVA Stadium, Houston          |
| 18:00 (UTC−5) | Vlijter 14' · Hasselbaink 79' | Relatório | Phaeton 20' | Árbitro: MEX Fernando Guerrero |

| 20 de julho   | Costa Rica | 1 – 0     | Jamaica | Exploria Stadium, Orlando  |
| 19:00 (UTC−4) | Ruiz 53'   | Relatório |         | Árbitro: GUA Mario Escobar |

### Grupo D
| Pos. | Seleção  | Pts | J | V | E | D | GP | GC | SG  |
| ---- | -------- | --- | - | - | - | - | -- | -- | --- |
| 1    | Catar    | 7   | 3 | 2 | 1 | 0 | 9  | 3  | +6  |
| 2    | Honduras | 6   | 3 | 2 | 0 | 1 | 7  | 4  | +3  |
| 3    | Panamá   | 4   | 3 | 1 | 1 | 1 | 8  | 7  | –1  |
| 4    | Granada  | 0   | 3 | 0 | 0 | 3 | 1  | 11 | −10 |

| 13 de julho   | Catar                                    | 3 – 3     | Panamá                               | BBVA Stadium, Houston                    |
| 18:00 (UTC−5) | Afif 48' · Ali 53' · Al-Haydos 63' (pen) | Relatório | Blackburn 51', 58' · Davis 79' (pen) | Público: 10 625 Árbitro: MEX César Ramos |

| 13 de julho   | Honduras                                             | 4 – 0     | Granada | BBVA Stadium, Houston                          |
| 20:00 (UTC−5) | Bengtson 28' · Solano 52' · Leverón 86' · Quioto 88' | Relatório |         | Público: 10 625 Árbitro: MEX Fernando Guerrero |

| 17 de julho   | Granada | 0 – 4     | Catar                                        | BBVA Stadium, Houston           |
| 18:30 (UTC−5) |         | Relatório | Hatem 11' · Afif 22' · Muntari 36' · Ali 46' | Árbitro: USA Armando Villarreal |

| 17 de julho   | Panamá                        | 2 – 3     | Honduras                    | BBVA Stadium, Houston       |
| 20:30 (UTC−5) | Davis 32' (pen) · Yanis 45+1' | Relatório | Quioto 22', 65' · López 61' | Árbitro: GAM Bakary Gassama |

| 20 de julho   | Honduras | 0 – 2     | Catar                   | BBVA Stadium, Houston     |
| 20:00 (UTC−5) |          | Relatório | Ahmed 25' · Hatem 90+5' | Árbitro: USA Jair Marrufo |

| 20 de julho   | Panamá                           | 3 – 1     | Granada   | Exploria Stadium, Orlando |
| 21:00 (UTC−4) | Quintero 7' · Rodríguez 27', 64' | Relatório | Frank 76' | Árbitro: MEX César Ramos  |

## Fase final
|  | Quartas de final        | Quartas de final      |                        |   | Semifinais | Semifinais |  |  | Final | Final |
|  |                         |                       |                        |   |            |            |  |  |       |       |
|  | 24 de julho – Glendale  |                       |                        |   |            |            |  |  |       |       |
|  |                         |                       |                        |   |            |            |  |  |       |       |
|  | Catar                   | 3                     |                        |   |            |            |  |  |       |       |
|  | Catar                   | 3                     | 29 de julho – Austin   |   |            |            |  |  |       |       |
|  | El Salvador             | 2                     |                        |   |            |            |  |  |       |       |
|  | El Salvador             | 2                     | Catar                  | 0 |            |            |  |  |       |       |
|  | 25 de julho – Arlington |                       | Catar                  | 0 |            |            |  |  |       |       |
|  |                         | Estados Unidos        | 1                      |   |            |            |  |  |       |       |
|  | Estados Unidos          | Estados Unidos        | 1                      | 1 |            |            |  |  |       |       |
|  | Estados Unidos          |                       | 1 de agosto – Paradise | 1 |            |            |  |  |       |       |
|  | Jamaica                 | 0                     |                        |   |            |            |  |  |       |       |
|  | Jamaica                 | 0                     | Estados Unidos (pro)   | 1 |            |            |  |  |       |       |
|  | 24 de julho – Glendale  |                       | Estados Unidos (pro)   | 1 |            |            |  |  |       |       |
|  |                         | México                | 0                      |   |            |            |  |  |       |       |
|  | México                  | México                | 0                      | 3 |            |            |  |  |       |       |
|  | México                  | 29 de julho – Houston |                        | 3 |            |            |  |  |       |       |
|  | Honduras                | 0                     |                        |   |            |            |  |  |       |       |
|  | Honduras                | 0                     | México                 | 2 |            |            |  |  |       |       |
|  | 25 de julho – Arlington |                       | México                 | 2 |            |            |  |  |       |       |
|  |                         | Canadá                | 1                      |   |            |            |  |  |       |       |
|  | Costa Rica              | Canadá                | 1                      | 0 |            |            |  |  |       |       |
|  | Costa Rica              |                       |                        | 0 |            |            |  |  |       |       |
|  | Canadá                  | 2                     |                        |   |            |            |  |  |       |       |
|  | Canadá                  | 2                     |                        |   |            |            |  |  |       |       |

### Quartas de final
| 24 de julho   | Catar                        | 3 – 2     | El Salvador    | State Farm Stadium, Glendale                    |
| 19:30 (UTC−7) | Ali 2', 55' (pen) · Hatem 8' | Relatório | Rivas 63', 66' | Público: 64 211 Árbitro: MEX Fernando Hernández |

| 24 de julho   | México                                       | 3 – 0     | Honduras | State Farm Stadium, Glendale               |
| 22:00 (UTC−7) | Funes Mori 26' · dos Santos 31' · Pineda 38' | Relatório |          | Público: 64 211 Árbitro: GUA Mario Escobar |

| 25 de julho   | Costa Rica | 0 – 2     | Canadá                      | AT&T Stadium, Arlington                   |
| 19:00 (UTC−5) |            | Relatório | Hoilett 18' · Eustáquio 69' | Público: 41 318 Árbitro: USA Jair Marrufo |

| 25 de julho   | Estados Unidos | 1 – 0     | Jamaica | AT&T Stadium, Arlington                  |
| 21:30 (UTC−5) | Hoppe 83'      | Relatório |         | Público: 41 318 Árbitro: MEX César Ramos |

### Semifinais
| 29 de julho   | Catar | 0 – 1     | Estados Unidos | Q2 Stadium, Austin                 |
| 18:30 (UTC−5) |       | Relatório | Zardes 86'     | Árbitro: CRC Juan Gabriel Calderón |

| 29 de julho   | México                       | 2 – 1     | Canadá       | NRG Stadium, Houston          |
| 21:00 (UTC−5) | Pineda 45+2' · Herrera 90+9' | Relatório | Buchanan 57' | Árbitro: JAM Daneon Parchment |

### Final
| 1 de agosto   | Estados Unidos | 1 – 0 (pro) | México | Allegiant Stadium, Paradise                |
| 18:00 (UTC−7) | Robinson 117'  | Relatório   |        | Público: 61 114 Árbitro: HON Said Martínez |

## Marketing

### Logotipo e slogan
A logomarca oficial foi divulgada em 28 de setembro de 2020, durante o sorteio final em Miami, Flórida. O slogan oficial do torneio será "This Is Ours".

### Músicas oficiais e hino
"All Things (Just Keep Getting Better)" da  grupo canadense Widelife com cantora Simone Denny e "Cool" da cantora e compositora irlandesa Samantha Mumba são as músicas oficiais do torneio.
"Glorious", do grupo feminino anglo-canadense All Saints, é o hino oficial do torneio.
“Fútbol A La Gente" da cantora porto-riquenha Guaynaa e do grupo mexicano de cumbia Los Ángeles Azules e "Pa'lante" da cantora colombiana Lao Ra e do DJ dominicano Happy Colors são as duas canções oficiais em espanhol do torneio, sendo a primeira selecionada pela Univision como parte de sua cobertura.

### Patrocínio
Os seguintes empresas foram anunciadas como patrocinadoras do torneio:
- Allstate
- Angry Orchard
- Chick-fil-A
- Cerveza Modelo de México
- Nike
- Qatar Airways
- Scotiabank
- Toyota
- Valvoline